# Албанія на літніх Олімпійських іграх 2020
Албанію на літніх Олімпійських іграх 2020 представляли дев'ять спортсменів у шести видах спорту.